# Periclimenes amymone
Periclimenes amymone är en kräftdjursart som beskrevs av De Man 1902. Periclimenes amymone ingår i släktet Periclimenes och familjen Palaemonidae. Inga underarter finns listade i Catalogue of Life.